# Closteromerus scabriusculus
Closteromerus scabriusculus är en skalbaggsart som beskrevs av Thomson 1860. Closteromerus scabriusculus ingår i släktet Closteromerus och familjen långhorningar. Inga underarter finns listade i Catalogue of Life.